# 1945年越南饑荒
1945年越南饑荒（越南语：／?）是北越從1944年10月到1945年5月發生的饑荒，在日本入侵越南的期間。大概有40萬至200萬越南人在此饑荒期間死亡。

## 起因
这次饑荒原因眾多，法国和日本在第二次世界大戰時均曾佔領越南。戰爭頻繁令當時尚不發達的越南經濟雪上加霜，而越南北部所出產的農作物仅能维持自身需要，因而发生了饑荒。
飢荒的主要原因為颱風導致的災害大大減少了糧食供應，以及日本對當地的強徵暴政還有美國對越南交通系統的襲擊。

### 法国
1930年代大萧条後，法国重新采取經濟保護和垄断印度支那自然资源开采的政策。印度支那地区的经济价值雖然增加，但只有法国人、一小部分越南人和华人以及一些城市居民从中受益。1937年發生了與這次飢荒相似的歉收，但法國殖民政府設法通過為貧困農民準備糧食儲備和一系列公共工程項目來應對這種情況，類似於羅斯福新政。战争开始後，法国的軍事力量遭到削弱。而日本卻开始扩张，並将印度支那视为通往南亚的必经之路和支配中国的棋子。1940年6月，法国本土被德国占领，日本向法国施加压力，翌年派兵进攻印度支那。法国和日本在行政管理方面展開竞争。饑荒是由于日本军队向农民征收食品，强迫他们由水稻改种黄麻，因而无法生产他们必需的食物，

### 日本和美国
日軍入侵法屬印度支那期间，盟军士兵经常轰炸公路，使得将稻米从南部运送至北部极为困难。法国和日本都向农民强行征收粮食供军队使用，当时法国的行政管理已经崩溃，无法供应和分配食物。食物供应不足，饑荒在1944年開始出现。1945年3月，日本接管越南，扶植陈仲金任总理的越南帝国。当时政府曾经试图缓解饑荒，但並未成功，因为日本仍然采取强行征收粮食的政策。

### 自然灾害
由于战争以及政府瘫痪，生活必需品，特别是食品的价格暴涨。在北部，旱灾加上蟲害，导致1944年冬-1945年春的糧食减产20%。此后在1945年秋又发生了一场洪水，令饑荒加劇。

## 后果
关于这场饑荒的死亡人数，并没有进行精确的统计，但是各种资料的估计值，都显示当时越南北部饿死的人数介于40万人到200万人之间。1945年5月，河内的外交使节要求北部省份报告人员伤亡情况。20个省份报告总计有38万人死于饥饿，2万人死于疾病，总计达到40万人。在10月，一份法国军事官方报告估计有50万人死亡。全权殖民部长官让德句在他的论文集中说，大约100万北方人死于饥饿。越南历史学家估计死亡人数在100万到200万之间。后来的历史学家引用100万的数字，而当时的北方人引用200万这个数字。1945年9月2日，胡志明宣讀越南独立宣言期間，所使用的數字是200万。